# Pycnoderes angustatus
Pycnoderes angustatus är en insektsart som beskrevs av Reuter 1907. Pycnoderes angustatus ingår i släktet Pycnoderes, och familjen ängsskinnbaggar. Inga underarter finns listade.